# Vincent Richards
Vincent Richards (ur. 20 marca 1903 w Yonkers, zm. 28 września 1959 w Nowym Jorku) – amerykański tenisista, zwycięzca dziewięciu turniejów wielkoszlemowych w grze podwójnej i mieszanej, zdobywca Pucharu Davisa, mistrz olimpijski.

## Kariera tenisowa
W 1918 roku do wspólnej gry w mistrzostwach USA (obecnie US Open) zaprosił go William Tilden i współpraca ta zakończyła się triumfem w mistrzostwach, po finałowym zwycięstwie nad Fredem Alexandrem i Bealsem Wrightem. Richards w trakcie finału miał 15 lat i okazał się najmłodszym triumfatorem jednej z najważniejszych imprez (wówczas nie określanej jeszcze mianem wielkoszlemowej) wśród mężczyzn. Richards i Tilden nie zakończyli na tym występie wspólnej gry. Rok później w finale mistrzostw USA przegrali z Australijczykami Geraldem Pattersonem i Patem O’Harą Woodem. Tej samej parze zrewanżowali się w finale w 1922 roku, natomiast w 1921 roku wygrali mistrzostwa USA po finale z Richardem Williamsem i Watsonem Washburnem. Z kolei w parze z Williamsem Richards sięgnął po dwa kolejne tytuły mistrza USA w deblu w 1925 i 1926 roku. W finale edycji zawodów z 1926 przeciwnikami pary Richards–Williams byli Al Chapin i William Tilden.
Dwa razy Richards zdobył także mistrzostwo USA w grze mieszanej, mając za partnerki Marion Zinderstein (1919) i Helen Wills (1924). W singlu, w 1918 roku ustanowił rekordy najmłodszego uczestnika i zwycięzcy meczu w mistrzostwach USA, ale w kolejnych latach ani razu nie udało mu się dotrzeć do finału. W 1922 roku w półfinale przegrał z Billem Johnstonem. W latach 1924 i 1925 jego półfinałowym pogromcą był Tilden, odpowiednio. Walka o finał nie powiodła się Richardsowi także w 1926 roku, kiedy poniósł porażkę z Jeanem Borotrą.
Przeciwko francuskim „Czterem Muszkieterom Tenisa” rywalizował kilkakrotnie. W 1923 roku pokonał na Wimbledonie Jacquesa Brugnona, ale odpadł w ćwierćfinale z Williamem Johnstonem. Rok później przegrał w tym turnieju z Borotrą, by zrewanżować się ekipie francuskiej w drodze po mistrzostwo w grze podwójnej z Frankiem Hunterem (Amerykanie pokonali m.in. Borotrę i Lacoste’a, a w finale rodaków Williamsa i Washburna). W 1926 roku Richards i Howard Kinsey ulegli w finale Wimbledonu Brugnonowi i Cochetowi, ale w tymże roku sięgnęli po mistrzostwo Francji pokonując tych samych rywali.
Rywalizacja amerykańsko–francuska toczyła się także na polu reprezentacyjnym w Pucharze Davisa. Richards był w składzie ekipy amerykańskiej w latach 1922, 1924, 1925 i 1926. We wszystkich tych latach trofeum przypadało Amerykanom, ale sam zawodnik miał problemy z przebiciem się na pozycję singlisty wobec dominacji Tildena i Johnstona. Jedynie w 1924 roku Richards wystąpił w grze pojedynczej, pokonując Geralda Pattersona i Pata O’Harę Wooda. Partnerując Tildenowi pokonał tych samych zawodników w deblu, rewanżując się tym samym za porażkę deblową w finale Pucharu Davisa z 1922 roku. Podobnie jak w 1922, w finałach 1925 i 1926 udział Richardsa ograniczył się do debla, tym razem w parze z Richardem Williamsem, i oba mecze przyniosły zwycięstwa Amerykanom – w 1925 nad Lacoste’em i Borotrą i w 1926 nad Cochetem i Brugnonem. Łączny bilans występów Vincenta Richardsa w Pucharze Davisa to dwie wygrane singlowe (bez porażek) i dwie deblowe (jedna porażka). Na stosunkowo skromną liczbę gier miał wpływ ówczesny regulamin – Amerykanie, jako obrońcy tytułu, występowali jedynie w meczach finałowych.
Richards był gwiazdą amerykańskiej ekipy tenisowej na igrzyskach olimpijskich w Paryżu w 1924 roku. Wygrał grę pojedynczą, pokonując w finale Henriego Cocheta 6:4, 6:4, 5:7, 4:6, 6:2, oraz grę podwójną, w parze z Frankiem Hunterem, po finale z Brugnonem i Cochetem zakończonym rezultatem 4:6, 6:2, 6:3, 2:6, 6:3. Jedynie w grze mieszanej Richards nie został mistrzem, ale zdobył srebrny medal w parze z Marion Zinderstein, a złoto wywalczyli Hazel Wightman i Richard N. Williams.
Poza głównym turniejem mistrzowskim Richards zdobył także szereg tytułów mistrza USA na różnych nawierzchniach. W 1919, 1923 i 1924 roku był najlepszy w mistrzostwach halowych w grze pojedynczej, ten sam turniej wygrywał pięć razy w deblu (1919 i 1920 z Tildenem, 1921 z Howardem Voshellem, 1923 i 1924 z Frankiem Hunterem). Ponadto w 1920 roku wygrał deblowe mistrzostwa na kortach ziemnych w parze z Rolandem Robertsem.
Od 1921 roku Richards przez pięć kolejnych sezonów figurował w czołowej dziesiątce nieoficjalnego rankingu światowego, w tym w 1924 roku jako wicelider (za Tildenem). Był również w czołówce rankingu amerykańskiego, a zdaniem wielu obserwatorów w 1926 roku, wobec słabszej postawy Tildena, zasługiwał w krajowej klasyfikacji na pierwsze miejsce. Krajowa federacja pominęła jednak w ogóle jego nazwisko, ponieważ zdecydował się rozpocząć karierę zawodową.
Podpisując profesjonalny kontrakt z promotorem C.C. Pyle'em w 1926 roku Richards stał się jednym z pionierów tenisa zawodowego. Utracił prawo rywalizacji z amatorami, a więc m.in. w imprezach wielkoszlemowych i w Pucharze Davisa, ale mógł liczyć na oficjalne zarobki z tenisa. Zimą 1926 i 1927 roku odbył serię pokazowych pojedynków w ramach ekipy Pyle'a, w skład której wchodzili także Howard Kinsey, Harvey Snodgrass, Francuz Paul Feret, a także kobiety – Suzanne Lenglen i Mary Kendall Browne. Po zakończeniu występów w tym zespole Richards przystąpił do organizacji pierwszych turniejów zawodowych. W 1927 roku wygrał w Nowym Jorku pierwsze zawodowe mistrzostwa USA, pokonując w finale Kinseya i inkasując nagrodę w wysokości tysiąca dolarów. W latach 1927–1931 Richards występował nieprzerwanie w finałach tej imprezy, w 1928 roku pokonując Karela Koželuha, rok później przegrywając z Koželuhem, w 1930 roku wygrywając w kolejnym spotkaniu z Koželuhem, wreszcie przegrywając w 1931 roku z Williamem Tildenem. Po raz czwarty został zawodowym mistrzem USA w 1933 roku, po zwycięstwie nad Frankiem Hunterem.
Richards startował w zawodowych mistrzostwach USA w deblu, sięgając po siedem tytułów. W 1929 roku triumfował w parze z Koželuhem, w 1930 i 1931 roku z Kinseyem, w 1933 z Charlesem Woodem, w 1937 z George'em Lottem, w 1938 z Fredem Perrym. Po raz ostatni triumfował w 1945 roku. Sukces ten miał zarazem wymiar symboliczny – partnerem Richardsa był William Tilden, ten sam, z którym odniósł pierwszy wielki sukces przeszło ćwierć wieku wcześniej. W finale Richards i Tilden pokonali Welby'ego Van Horna i Dicka Skeena, a Tilden liczył sobie wówczas już 52 lata.
Przyjeżdżając na Wimbledon w 1923 roku Richards zadziwił światek tenisowy towarzyszącą mu zawodową ekipą – osobistym lekarzem, sekretarką, maszynistką. Był uważany za jednego z pierwszych tenisowych gwiazdorów.
W 1959 roku został wpisany do Międzynarodowej Tenisowej Galerii Sławy, w tym samym roku zmarł.

### Finały w turniejach wielkoszlemowych

#### Gra podwójna (7–2)
| Końcowy wynik | Nr | Data | Turniej                                 | Nawierzchnia | Partner             | Przeciwnicy                         | Wynik finału             |
| ------------- | -- | ---- | --------------------------------------- | ------------ | ------------------- | ----------------------------------- | ------------------------ |
| Zwycięzca     | 1. | 1918 | U.S. National Championships, Nowy Jork  | Trawiasta    | William Tilden      | Fred Alexander Beals Wright         | 6:3, 6:4, 3:6, 2:6, 6:2  |
| Finalista     | 1. | 1919 | U.S. National Championships, Nowy Jork  | Trawiasta    | William Tilden      | Norman Brookes Gerald Patterson     | 6:8, 3:6, 6:4, 6:4, 2:6  |
| Zwycięzca     | 2. | 1921 | U.S. National Championships, Filadelfia | Trawiasta    | William Tilden      | Watson Washburn Richard N. Williams | 13:11, 12:10, 6:1        |
| Zwycięzca     | 3. | 1922 | U.S. National Championships, Filadelfia | Trawiasta    | William Tilden      | Gerald Patterson Pat O’Hara Wood    | 4:6, 6:1, 6:3, 6:4       |
| Zwycięzca     | 4. | 1924 | Wimbledon, Londyn                       | Trawiasta    | Francis Hunter      | Watson Washburn Richard N. Williams | 6:3, 3:6, 8:10, 8:6, 6:3 |
| Zwycięzca     | 5. | 1925 | U.S. National Championships, Nowy Jork  | Trawiasta    | Richard N. Williams | John Hawkes Gerald Patterson        | 6:2, 8:10, 6:4, 11:9     |
| Zwycięzca     | 6. | 1926 | French Championships, Paryż             | Ceglana      | Howard Kinsey       | Henri Cochet Jacques Brugnon        | 6:4, 6:1, 4:6, 6:4       |
| Finalista     | 2. | 1926 | Wimbledon, Londyn                       | Trawiasta    | Howard Kinsey       | Henri Cochet Jacques Brugnon        | 5:7, 6:4, 3:6, 2:6       |
| Zwycięzca     | 7. | 1926 | U.S. National Championships, Nowy Jork  | Trawiasta    | Richard N. Williams | Alfred Chapin William Tilden        | 6:4, 6:8, 11:9, 6:3      |

#### Gra mieszana (2–1)
| Końcowy wynik | Nr | Data | Turniej                                | Nawierzchnia | Partnerka          | Przeciwnicy                    | Wynik finału   |
| ------------- | -- | ---- | -------------------------------------- | ------------ | ------------------ | ------------------------------ | -------------- |
| Zwycięzca     | 1. | 1919 | U.S. National Championships, Nowy Jork | Trawiasta    | Marion Zinderstein | Florence Ballin William Tilden | 2:6, 11:9, 6:2 |
| Zwycięzca     | 2. | 1924 | U.S. National Championships, Nowy Jork | Trawiasta    | Helen Wills        | Molla Bjurstedt William Tilden | 6:8, 7:5, 6:0  |
| Finalista     | 1. | 1925 | U.S. National Championships, Nowy Jork | Trawiasta    | Ermintrude Harvey  | Kathleen McKane John Hawkes    | 2:6, 4:6       |